# Descente hommes des championnats du monde de ski alpin 2023
Navigation
Cortina d'Ampezzo 2021 Saalbach 2025
La descente hommes des Championnats du monde de ski alpin 2023 se déroule le 12 février 2023  à Courchevel en France. Vainqueur du classement général de la Coupe du monde 2021-2022, champion olympique du slalom géant à Pékin 2022, et cet hiver 2022-2023 largement en route vers un deuxième gros globe de cristal, Marco Odermatt n'avait encore jamais gagné en descente, accumulant dans la discipline huit podiums, dont sept fois deuxième, et ce 12 février, trois jours après sa déception à l'arrivée du Super-G (quatrième),  le n°1 mondial maîtrise à la perfection la piste Éclipse de Courchevel et se montre quasiment intouchable pour remporter son premier succès dans la discipline, celui qui fait de lui un champion du monde de descente, succédant ainsi de nombreux grands champions suisses de la vitesse, le dernier en date étant Beat Feuz (or en 2017). Aleksander Aamodt Kilde ne peut rivaliser, mais limite l'écart à 48/100e de seconde pour gagner sa deuxième médaille d'argent après celle du Super-G. Pour sa part, Cameron Alexander vient coiffer son compatriote canadien médaillé d'or du Super-G James Crawford pour accrocher la médaille de bronze, avant que Marco Schwarz ne le fasse reculer d'un rang.

## Médaillés
| Or             | Argent                  | Bronze            |
| Marco Odermatt | Aleksander Aamodt Kilde | Cameron Alexander |

## Résultats
Le départ de la course est donné à 11 h 00.
| Rang               | Dossard       | Nom                      | Pays            | Temps         | Diff     |
| ------------------ | ------------- | ------------------------ | --------------- | ------------- | -------- |
| Médaille d'or      | 10            | Marco Odermatt           | Suisse          | 1 min 47 s 05 | —        |
| Médaille d'argent  | 15            | Aleksander Aamodt Kilde  | Norvège         | 1 min 47 s 53 | + 0 s 48 |
| Médaille de bronze | 20            | Cameron Alexander        | Canada          | 1 min 47 s 94 | + 0 s 89 |
| 4                  | 21            | Marco Schwarz            | Autriche        | 1 min 47 s 98 | + 0 s 93 |
| 5                  | 12            | James Crawford           | Canada          | 1 min 48 s 06 | + 1 s 01 |
| 6                  | 24            | Maxence Muzaton          | France          | 1 min 48 s 13 | + 1 s 08 |
| 7                  | 1             | Florian Schieder         | Italie          | 1 min 48 s 14 | + 1 s 09 |
| 8                  | 28            | Miha Hrobat              | Slovénie        | 1 min 48 s 18 | + 1 s 13 |
| 8                  | 14            | Dominik Paris            | Italie          | 1 min 48 s 18 | + 1 s 13 |
| 10                 | 16            | Thomas Dreßen            | Allemagne       | 1 min 48 s 20 | + 1 s 15 |
| 11                 | 6             | Vincent Kriechmayr       | Autriche        | 1 min 48 s 21 | + 1 s 16 |
| 12                 | 9             | Niels Hintermann         | Suisse          | 1 min 48 s 28 | + 1 s 23 |
| 12                 | 23            | Justin Murisier          | Suisse          | 1 min 48 s 28 | + 1 s 23 |
| 14                 | 7             | Daniel Hemetsberger      | Autriche        | 1 min 48 s 33 | + 1 s 28 |
| 15                 | 19            | Matteo Marsaglia         | Italie          | 1 min 48 s 58 | + 1 s 53 |
| 16                 | 3             | Adrian Smiseth Sejersted | Norvège         | 1 min 48 s 63 | + 1 s 58 |
| 17                 | 31            | Erik Arvidsson           | États-Unis      | 1 min 48 s 66 | + 1 s 61 |
| 18                 | 29            | Alexis Monney            | Suisse          | 1 min 48 s 80 | + 1 s 75 |
| 19                 | 4             | Romed Baumann            | Allemagne       | 1 min 48 s 85 | + 1 s 80 |
| 20                 | 11            | Mattia Casse             | Italie          | 1 min 48 s 88 | + 1 s 83 |
| 21                 | 30            | Nils Allègre             | France          | 1 min 48 s 92 | + 1 s 87 |
| 22                 | 34            | Henrik von Appen         | Chili           | 1 min 48 s 93 | + 1 s 88 |
| 23                 | 8             | Johan Clarey             | France          | 1 min 48 s 94 | + 1 s 89 |
| 24                 | 2             | Ryan Cochran-Siegle      | États-Unis      | 1 min 48 s 95 | + 1 s 90 |
| 25                 | 33            | Elian Lehto              | Finlande        | 1 min 48 s 97 | + 1 s 92 |
| 26                 | 18            | Jared Goldberg           | États-Unis      | 1 min 49 s 03 | + 1 s 98 |
| 27                 | 17            | Josef Ferstl             | Allemagne       | 1 min 49 s 12 | + 2 s 07 |
| 28                 | 13            | Travis Ganong            | États-Unis      | 1 min 49 s 25 | + 2 s 20 |
| 29                 | 27            | Andreas Sander           | Allemagne       | 1 min 49 s 45 | + 2 s 40 |
| 30                 | 32            | Jeffrey Read             | Canada          | 1 min 49 s 50 | + 2 s 65 |
| 31                 | 38            | Nejc Naraločnik          | Slovénie        | 1 min 49 s 62 | + 2 s 57 |
| 32                 | 35            | Stefan Babinsky          | Autriche        | 1 min 49 s 74 | + 2 s 69 |
| 33                 | 36            | Marco Pfiffner           | Liechtenstein   | 1 min 50 s 50 | + 3 s 45 |
| 34                 | 22            | Adrien Théaux            | France          | 1 min 50 s 51 | + 3 s 46 |
| 35                 | 25            | Martin Čater             | Slovénie        | 1 min 51 s 03 | + 3 s 98 |
| 36                 | 41            | Jaakko Tapanainen        | Finlande        | 1 min 51 s 41 | + 4 s 36 |
| 37                 | 40            | Barnabás Szőllős         | Israël          | 1 min 51 s 48 | + 4 s 43 |
| 38                 | 44            | Juhan Luik               | Estonie         | 1 min 52 s 74 | + 5 s 69 |
| 39                 | 39            | Roy-Alexander Steudle    | Grande-Bretagne | 1 min 52 s 76 | + 5 s 71 |
| 40                 | 42            | Ivan Kovbasnyuk          | Ukraine         | 1 min 54 s 04 | + 6 s 99 |
| 41                 | 45            | Lauris Opmanis           | Lettonie        | 1 min 54 s 45 | + 7 s 40 |
|                    | 5             | Otmar Striedinger        | Autriche        | Abandon       | Abandon  |
| 26                 | Brodie Seger  | Canada                   |                 | Abandon       | Abandon  |
| 37                 | Nico Gauer    | Liechtenstein            |                 | Abandon       | Abandon  |
| 43                 | Elvis Opmanis | Lettonie                 |                 | Abandon       | Abandon  |